# Reuss-Köstritz
Reuss-Köstritz is een tak van de jongere linie van het huis Reuss die bestaat sinds 1693.

## Geschiedenis
De tak Reuss-Köstritz ontstond in 1693 met de dood Hendrik I van Schleiz . Hij had in zijn testament besloten zijn tweede zoon (tevens enige zoon uit zijn derde huwelijk),  Hendrik XXIV, een paragium te schenken, grondgebied in erfelijk eigendom, echter zonder landsheerlijkheid.  De goederen lagen rond Köstritz. Hendrik XXIV en zijn nakomelingen mochten zich graaf van Reuss-Köstritz noemen.
In 1703 werd Hendrik XXIV, ondanks het ontbreken van landsheerlijkheid,  regent voor de twee minderjarige zonen van Hendrik VI van Reuss-Obergreiz, waaruit zijn gerespecteerde positie binnen het Huis Reuss bleek. Na zijn dood in 1748  splitste de linie Köstritz zich in drie takken.

### De oudste tak (1748-1878)
Stamvader van deze tak was de oudste zoon van Hendrik XXIV, Hendrik VI. Diens zoon, Hendrik XLIII werd (tegelijk met de graven van Reuss-Schleiz, Reuss-Ebersdorf en Reuss-Lobenstein-(Selbitz) in 1806 tot Rijksvorst verheven. Deze titel was erfelijk, maar kon niet worden gesplitst (principe van de primogenituur). In 1878 stierf de oudste tak uit, de titel vorst van Reuss-Köstritz kwam terecht bij de middelste tak.

### De middelste tak (sinds 1748)
Stamvader van deze tak was de tweede zoon van Hendrik XXIV, Hendrik IX. Diens achterkleinzoon, Hendrik VI, erfde in 1878 de vorstelijke waardigheid van de oudste tak. Zijn kleinzoon, Hendrik XXIX, nam in 1910 wel het familiegoed in bezit, maar zag in 1918? af van zijn recht op de vorstelijke titel. Als gevolg van de nasleep van de Tweede Wereldoorlog raakte hij in 1945 ook de familiegoederen in Thüringen kwijt. Sindsdien bewoont de familie het landgoed Ernstbrunn in Neder-Oostenrijk.
In 1887 werd per familiebesluit besloten dat de nakomelingen van Hendrik XXVI (1857-1913, kleinzoon van Hendrik LXXIV 1798-1886) behoorden tot het Huis Reuss, inclusief het recht van opvolging. Tevens kregen zij de titel Graaf/Gravin van Plauen. Naast de tak met de vorstelijke waardigheid wordt deze tak daarom beschouwd als de tweede tak binnen de middelste tak van Reuss-Köstritz. Aan de namen van de mannelijke nakomelingen van Hendrik XXVI wordt sinds 1887 in plaats van een rangnummer een tweede naam toegevoegd, zoals bij Hendrik Harry (1890-1951), Hendrik Enzio (1893-1973) en Hendrik Ruzzo (*1950).
In 1935 werd Hendrik I uit de middelste tak door Hendrik XLV, zoon van de laatste vorst van Reuss jongere linie geadopteerd. Dit maakte hem tot diens erfgenaam. Hendrik XLV werd door de Russische bezettingmacht van oorlogsmisdaden beschuldigd en kwam in een krijgsgevangenkamp terecht. Hij werd later als vermist opgegeven. In 1962 werd formeel verklaard dat hij vanaf 31 december 1953 als overleden werd beschouwd. Volgens Hendrik I was de detentie van Hendrik XLV onwettig, omdat hij naast de Duitse ook de Britse nationaliteit bezat. Hierdoor zouden Hendrik I of zijn erfgenamen aanspraak kunnen maken op goederen van het Huis Reuss.
De zoon van de voornoemde Hendrik XXIX, Hendrik IV, voerde na het overlijden van zijn vader in 1946 weer de titel vorst van Reuss-Köstritz. Hij kon echter pas volledig worden erkend als hoofd van het Huis Reuss nadat Hendrik XLV in 1962 met terugwerkende kracht overleden was verklaard. Sinds de Duitse Hereniging probeerde Hendrik IV langs juridische weg de door de Oost-Duitse regering onteigende goederen terug te krijgen. Hendrik IV overleed op 20 juni 2012 en werd als vorst opgevolgd door zijn zoon Hendrik XIV (*1955).

### De jongste tak (sinds 1748)
Stamvader van deze tak was de derde zoon van Hendrik XXIV, Hendrik XXIII. Zijn nakomelingen zijn niet in bezit van de vorstelijke waardigheid en kunnen daar pas aanspraak op maken indien de middelste tak zou uitsterven. Wel voeren zij, net als de leden van de middelste tak, de titel prins /prinses van  Reuss.

## Stamboom
(Vermeld zijn slechts de stamhouders van de drie takken. Bij de middelste tak zijn, gezien hun bijzondere positie, ook de stamhoudende nakomelingen van de geadopteerde Hendrik I toegevoegd. Verder zijn de stamhoudende nakomelingen van Hendrik LXXIV vermeld in verband met het familiebesluit van 1887 dat ook deze, tweede, tak binnen de middelste tak van Reuss-Köstritz het recht van opvolging gaf).
```
                               
Hendrik I
 van 
Reuss-Schleiz

                               (kleinzoon 
Hendrik Posthumus
)
                               *1639
                               1640 hr Schleiz
                               1647 hr Saalburg
                               1666 hr Schleiz
                               1673 graaf Schleiz
                               d 1692
_____________________________________|_____

Hendrik XI
                     Hendrik XXIV
*1669                          *1681
1692 
Schleiz
                   1693 Köstritz
d 1726                         d 1748
verder zie:

Stamboom Huis Reuss

_________________________________|_________________________________
Hendrik VI             Hendrik IX                     Hendrik XXII
*1707                  *1711                          *1722
1748 Köstritz          1748 Köstritz                  1748 Köstritz
d 1783                 d 1780                         d 1787
oudste tak             middelste tak                  jongste tak
______|_________  _________|_____         _____________________|__________
Hendrik   Hendrik Hendrik Hendrik         Hendrik Hendrik Hendrik  Hendrik
XLIII     XLVIII  XXXVIII XLIV            XLVII   XLIX    LII      LV
*1752     *1759   *1748   *1753           *1756   *1759   *1763    *1768
1783Kös   d1825   1780Kös d1832           1787Kös 1833Kös 1840Kös  d1846
1806
vorst
         d1835                   d1833   d1840   d1851
d 1814
___|____  __|____      _____|______________________    ________________|___________
Hendrik   Hendrik      Hendrik LXIII   Hendrik LXXIV   Hendrik LXXIII    Hendrik II
LXIV      LXIX         *1786           *1798           *1798             *1803
*1787     *1792        d 1841          d 1886          1851 Köstritz     d 1852
1814
vorst
 1856
vorst
                                    d 1855                        
d1856     d1878
(tak uitgestorven)
       ______________________|______      _____|______                 _______|_____
       Hendrik IV        Hendrik XII      Hendrik IX                  Hendrik XVIII
       *1821             *1829            *1827                       *1847 (1855 Köstritz)
       1878 
vorst
        d 1866           d 1898                      d 1911
       d 1894
       _____|______      ___|__________    _____|______               ______|_______
       Hendrik XXIV      Hendrik XXVIII    Hendrik XXVI               Hendrik XXXVII
       *1855             *1859             *1857                      *1888 (1911 Köstritz)
       1894 
vorst
        d 1924            d 1913                     d 1964
       d 1910
       ______|______     ___|_________     _____|______               ______|_________
       Hendrik XXXIX     Hendrik XXXIV     Hendrik Harry              Hendrik XI Licco
       *1891             *1887             *1890                      *1934
       1910 
vorst
        d 1956            d 1951                     d -
       zag later af
       van titel vorst
       d 1946
       ______|______     ___|_____          _____|______             ______|_____________________
       Hendrik IV        Hendrik I          Hendrik Enzio            Hendrik XVI    Hendrik XVIII
       *1919             *1910              *1922                    *1965          *1969
       1946 
vorst
        1935 adoptie door  d 2000                    d -            d -
       d 2012            erfprins 
Hendrik XLV

                         d 1982
       ______|______     ___|_______         _____|______________________           ___|_____
       Hendrik XIV       Hendrik VIII        Hendrik Ruzzo  Hendrik Achaz           Hendrik I
       *1955             *1944               *1950         *1956                    *2002
       2012 
vorst
        d -                 d 1999        d -                      d -
       d -               
       ______|_____     ___|______          _____________________|______
       Hendrik XXIX      Hendrik XX         Hendrik Caspar  Hendrik Jacob
       *1997             *1975              *1993           *1999
       d -               d -                d -             d -
```

Zie Huis Reuss voor een uitleg over de nummering van de vorsten.